# フィレンツェ五月音楽祭管弦楽団
フィレンツェ五月音楽祭管弦楽団（イタリア語: L'Orchestra del Maggio Musicale Fiorentino）は、イタリアのフィレンツェにあるオーケストラである。フィレンツェ五月音楽祭劇場（イタリア語: Teatro del Maggio Musicale Fiorentino）の座付きオーケストラであり、フィレンツェ五月音楽祭（イタリア語: Maggio Musicale Fiorentino）の中核オーケストラでもある。

## 沿革
活動の場であるフィレンツェ五月音楽祭劇場は1862年にヴィットーリオ・エマヌエーレ劇場（イタリア語: Politeama Fiorentino Vittorio Emanuele）として設立。フィレンツェ歌劇場、もしくはフィレンツェ市立劇場（イタリア語: Teatro Comunale di Firenze）とも呼ばれる。
またフィレンツェ五月音楽祭は、1933年にヴィットリオ・グイにより創設された。音楽祭以外の活動でも「フィレンツェ歌劇場管弦楽団」ではなく、この「フィレンツェ五月音楽祭管弦楽団」名称を用いることが多い。臨時編成でないオーケストラが音楽祭管弦楽団を名乗ることも現代では異例である。

## 主な首席指揮者
劇場の首席指揮者や首席客演指揮者はリッカルド・ムーティ、チョン・ミョンフン、セミヨン・ビシュコフらが務めた。1985年から現在までズービン・メータが首席指揮者を務めており、2006年には名誉指揮者の称号を贈られている。
- ヴィットリオ・グイ（1929 - 1936）
- マリオ・ロッシ（1936 - 1944）
- イーゴリ・マルケヴィチ（1944 - 1946）
- リッカルド・ムーティ（1973 - 1982）
- ズービン・メータ（1985 - 2017）